# Troglohyphantes diurnus
Troglohyphantes diurnus là một loài nhện trong họ Linyphiidae.
Loài này thuộc chi Troglohyphantes. Troglohyphantes diurnus được Josef Kratochvíl miêu tả năm 1932.